# Bezmiara Kadınefendi
Bezmiara Kadın (cca 1834 – 25. ledna 1909) byla konkubína osmanského sultána Abdülmecida I.

## Životopis
Její původ není uveden v žádné ze soudobých kronik, nedochovalo se ani její rodné jméno. Původem byla Čerkeska, narozená kolem roku 1834. Byla adoptivní dcerou Fatimat-uz Zahry Galiny Hanim (dcera Muhammada Arifa Paši a bývalé ženy Ismaila Iskandera Aliho Kamily Paši).
Fatimat-uz Zahra Galina Hanim ji dala jméno Bezmara a později ji poslala do Istanbulu. Bezmara byla poslána do harému sultána Abdülmecida, kde byla přejmenována Bezmican a dostala soukromé vzdělání v harémovém oddělení paláce Topkapi. Když šla jednoho dne navštívit Misirli Hanim, všiml si jí sultán a její krása ho zaujala. Bezmican odmítla stát se manželkou sultána, ale sultán tak dlouho naléhal, až na jeho požadavky přistoupila. Jejich svatební obřad se vyznačoval oslňující nádherou. Sultán jí věnoval nejen lásku, ale i úctu. 
V roce 1862 se však provdala znovu za generála Tevfika Pašu, malíře z Bursy. V roce 1872 porodila svou jedinou dceru, Emine Cavidan Hanım, která se později stala velmi známou umělkyní v Istanbulu. Její dcera se vdala za osmanského prince Sulejmana Selima Efendima. Bezmican se později znovu rozvedla a provdala se potřetí za guvernéra provincie Awqaf, Ahmeda Pašu. 
Zemřela v Istanbulu v lednu 1909 a byla pohřbena v mauzoleu sultána Mahmuda II.